# Vanguard (cohete)
Vanguard designa un programa de cohetes y satélites de EE. UU. desarrollado a finales de la década de 1950, y cuya primera prueba, un vuelo suborbital, fue llevada a cabo el 1 de mayo de 1957. El objetivo del programa era poner en órbita el primer satélite artificial de EE. UU., tras el éxito soviético del Sputnik 1 (lanzado el 4 de octubre de 1957), sin embargo, debido a la ineficacia del lanzador, el Explorer 1 (lanzado el 31 de enero de 1958 en un cohete Júpiter-C, también llamado Juno) finalmente se convirtió en el primer satélite estadounidense, siendo el Vanguard 1 el segundo.

## Lanzamientos
Los cohetes Vanguard pusieron en órbita tres satélites, de once intentos:
- Vanguard TV3 - 6 de diciembre de 1957 - Fallo.
- Vanguard TV3 Backup - 5 de febrero de 1958 - Fallo.
- Vanguard 1 - 17 de marzo de 1958 - Consigue poner en órbita un minisatélite de 1,47 kg.
- Vanguard TV5 - 28 de abril de 1958 - Fallo.
- Vanguard SLV 1 - 27 de mayo de 1958 - Fallo.
- Vanguard SLV 2 - 26 de junio de 1958 - Fallo.
- Vanguard SLV 3 - 26 de septiembre de 1958 - Fallo.
- Vanguard 2 - 17 de febrero de 1959 - Consigue poner en órbita un minisatélite de 9,8 kg.
- Vanguard SLV 5 - 13 de abril de 1959 - Fallo.
- Vanguard SLV 6 - 22 de junio de 1959 - Fallo.
- Vanguard 3 - 18 de septiembre de 1959 - Consigue poner en órbita un minisatélite de 22,7 kg.

## Especificaciones

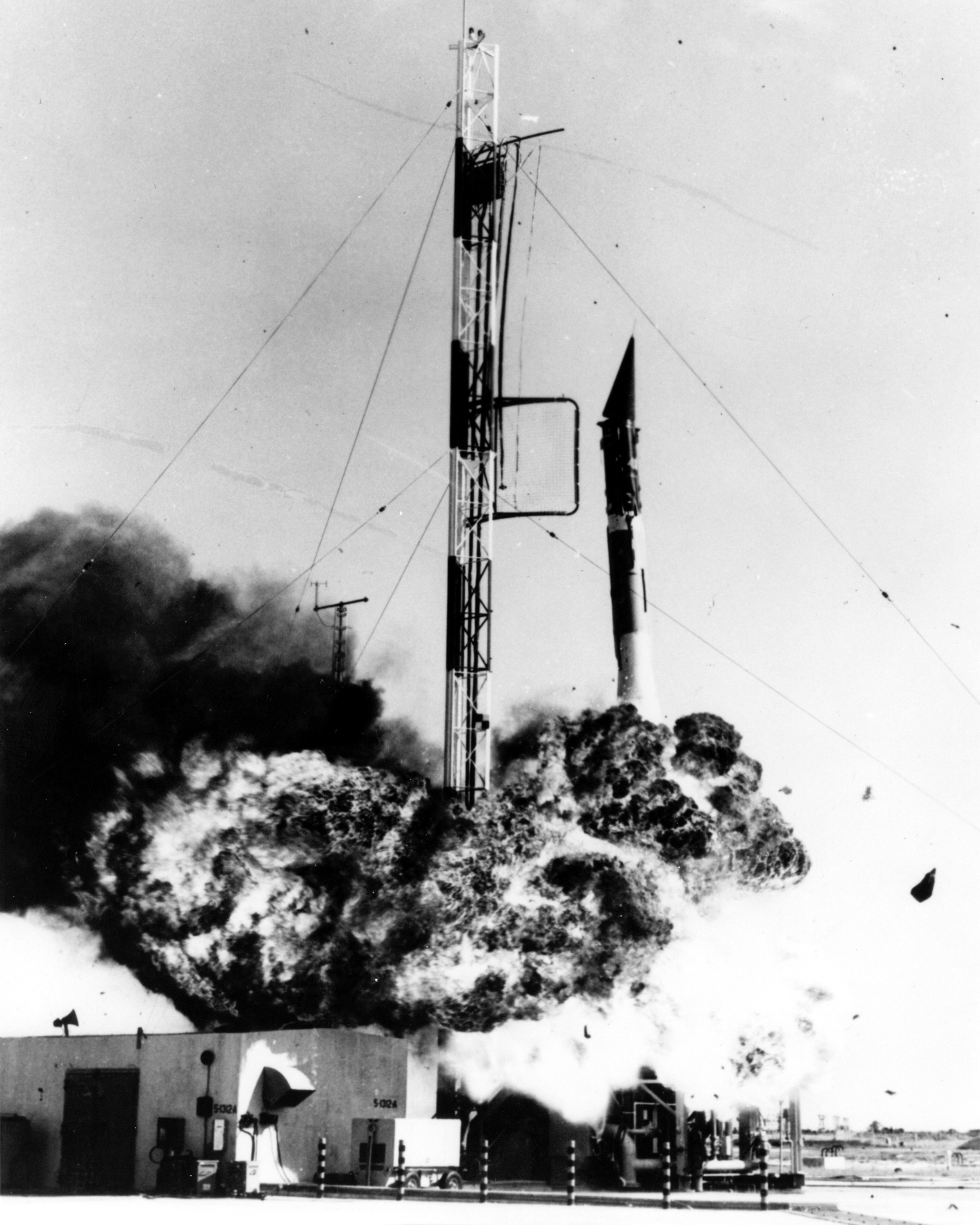
Explosión de un cohete Vanguard durante el lanzamiento (6 de diciembre de 1957).

- Primera etapa - Vanguard
  - Masa: 7.661 kg
  - Duración: 145 s
  - Diámetro: 1,14 m
  - Altura: 12,20 m
  - Propelentes: Lox/Keroseno

- Segunda etapa - Delta A 
  - Masa: 2.164 kg
  - Duración: 115 s
  - Diámetro: 0,84 m
  - Altura: 5,36 m
  - Propelentes: Ácido nítrico/UDMH

- Tercera etapa - Vanguard 3 
  - Masa: 210 kg
  - Duración: 31 s
  - Diámetro: 0,50 m
  - Altura: 2.00 m
  - Propelentes: Sólidos